# Biorioloch
Biorioloch – rzeka w azjatyckiej części Rosji, w Jakucji; lewy dopływ Indygirki. Długość 775 km; powierzchnia dorzecza 17 tys. km².
Powstaje z połączenia kilku mniejszych rzek w górach Połousny Kriaż; płynie w kierunku północno-wschodnim po Nizinie Jańsko-Indygirskiej; uchodzi do lewej odnogi delty Indygirki; w dorzeczu liczne jeziora.
Zasilanie śniegowo-deszczowe; zamarza do dna od października do maja.